# Bàsquet Club Andorra
O Bàsquet Club Andorra mais conhecido como MoraBanc Andorra por motivos de patrocinadores, é um clube profissional de basquetebol de Andorra-a-Velha, Andorra que atualmente disputa a Liga Endesa na Espanha.

## História
Em 12 de Junho de 1970 o clube foi fundado como Club de Basket Les Escaldes, mais tarde em 12 de abril de 1971 mudou para a atual denominação BC Andorra. 
Começou a disputar competições nas ligas regionais de Lérida e na temporada 1975-76 foi promovido para a 1ª Divisão Catalã. Durante a temporada seguinte desistiu das competições por motivo de problemas financeiros, mas conseguiu a promoção na temporada 1980-81. Subiu para a 3ª Divisão Espanhola na temporada 1981/82 e para a 2ª Divisão Espanhola na Temporada 1983-84. Na temporada 1986-86, Andorra venceu a Primeira Divisão B e conquistou a promoção para Liga ACB, onde permaneceu por 4 temporadas. Durante a temporada 1995-96, o clube andorrano participou também da Copa Korac. Em 1996 o clube foi rebaixado para a LEB Ouro e em seguidas temporadas competiu em divisões inferiores na Catalunha e na Espanha até a temporada 2009-10 quando participou da LEB Prata.
Na temporada 2012-13, BC Andorra participou da Liga LEB, a segunda divisão do basquetebol espanhol, vencendo o playoff final de promoção a Liga ACB e chegou como finalista na Copa Príncipe de Astúrias.

## Uniforme
| Casa | Visitante |

## Torcedores
BC Andorra é um dos clube com mais seguidores em Andorra com aproximadamente 1200 associados e é referência no basquetebol andorrano. Em 2014 foi fundado o primeiro Fã-clube chamado Penya Tricolor. Alguns dos mais notáveis torcedores incluem Albert Llovera, Joaquim Rodriguez, José Luis Llorente, Roberto Dueñas e Cédric Gracia.